# Artículo II de la Constitución de los Estados Unidos
El Artículo II de la Constitución de los Estados Unidos crea el poder ejecutivo del Gobierno estadounidense, el cual está formado por el presidente y otros funcionarios principales.

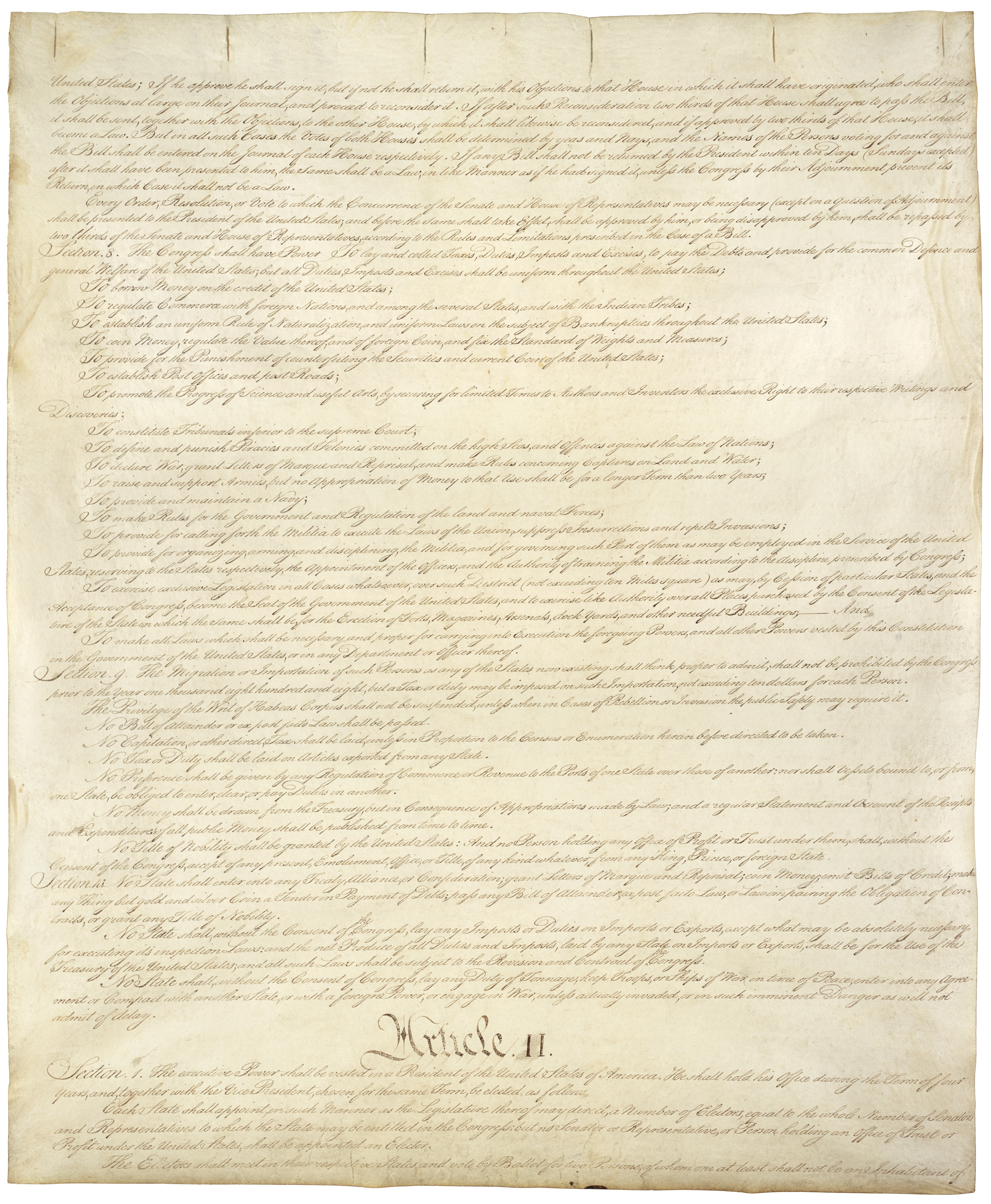
Comienzo del Artículo II, en la versión original de la Constitución de Estados Unidos.

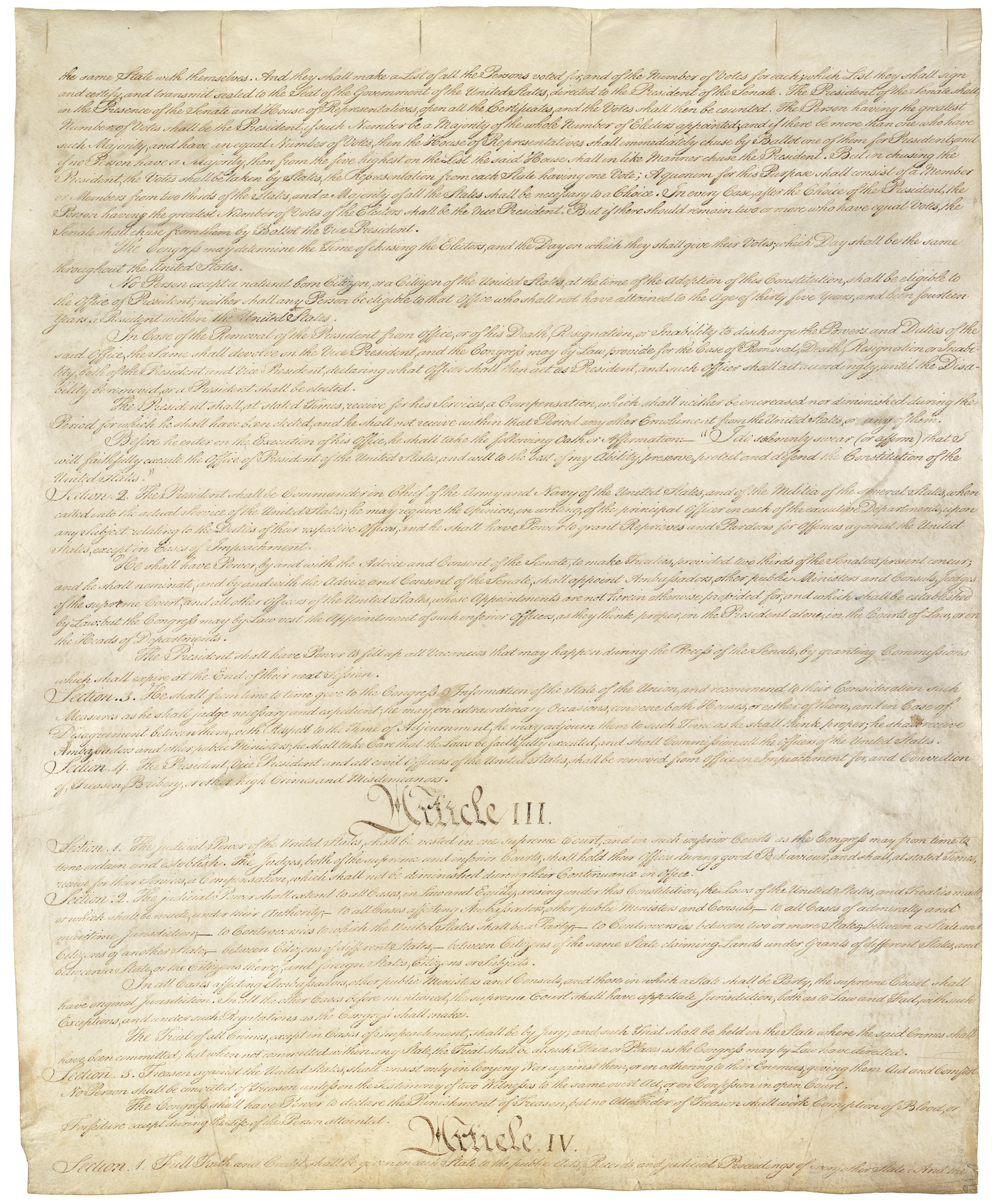
Final del Artículo II, en la versión original de la Constitución de Estados Unidos.

## Primera Sección: El presidente y el vicepresidente

### Cláusula 1: El Poder Ejecutivo
El Poder Ejecutivo residirá en el presidente de los Estados Unidos de América. Éste desempeñará su mandato por un periodo de cuatro años y su elección, junto con la del vicepresidente, quien desempeñará su cargo durante el mismo periodo, se realizará de la siguiente manera:[…]

A la cabeza de la rama ejecutiva se halla el presidente. El presidente y el vicepresidente son elegidos, de forma conjunta, cada cuatro años.

### Cláusula 2: Forma de selección de electores presidenciales
Cada Estado designará, en la forma que lo prescriba su Asamblea legislativa, un número de electores igual al número total de senadores y representantes que le corresponda en el Congreso; pero no será nombrado elector ningún senador o representante, ni persona alguna que ocupe un cargo de confianza o retribuido bajo la autoridad de los Estados Unidos.

El presidente y vicepresidente serán elegidos por un Colegio Electoral, cuyos miembros han sido seleccionados por las Asambleas legislativas de los estados. La Constitución no establece la forma en la que los Estados han de escoger a sus electores, pero, desde 1824, todos los Estados han seleccionado a sus electores basándose en el voto popular. Cada Estado puede nombrar a tantos electores como representantes y senadores tenga en el Congreso. La Vigesimotercera Enmienda amplía este derecho al Distrito de Columbia, que también puede nombrar electores. Ni senadores, ni representantes, ni empleados federales pueden ser electores.

### Cláusula 3: Electores presidenciales
Los electores se reunirá en sus respectivos Estados y votarán mediante cédulas en favor de dos personas, una de las cuales, cuando menos no será habitante del mismo Estado que ellos. Harán una lista de todas las personas que recibieron votos y firmarán y certificarán la referida lista y la enviarán sellada a la sede del gobierno de los Estados Unidos, dirigida al presidente del Senado, quien abrirá las listas en presencia del Senado y de la Cámara de Representantes, y entonces se contarán los votos. La persona que tuviera el mayor número de votos será presidente, siempre que dicho número represente la mayoría de todos los electores nombrados y si hubiere más de uno que tenga esa mayoría y que cuente con igual número de votos, entonces la Cámara de Representantes elegirá a uno de ellos inmediatamente para presidente, votando por cédulas, y si ninguna persona tuviere mayoría entonces la referida Cámara elegirá al presidente de la misma manera entre los cinco nombres con mayor número de votos en la lista. Téngase presente que al elegir al presidente la votación se hará por Estados y que la representación de cada Estado gozará de un voto; que para este objeto habrá cuórum cuando estén presentes el miembro o los miembros que representen a los dos tercios de los Estados y que será necesaria mayoría de todos los Estados para que se tenga por hecha la elección. En todos los casos, y una vez elegido el presidente, la persona que reúna mayor número de votos de los electores será vicepresidente. Pero si quedaren dos o más con el mismo número de votos, el Senado escogerá de entre ellos al vicepresidente, votando por cédulas.

(Nota: Todo el procedimiento que se establece en esta cláusula fue modificado por la Duodécima Enmienda en 1804.)

### Cláusula 4: Día de elecciones
El Congreso podrá determinar la fecha en que los electores serán nombrados y el día en el que habrán de votar; ese día será el mismo en todos los Estados Unidos.

El Congreso fija un día de elecciones nacional. Actualmente, los electores se seleccionan el martes siguiente al primer lunes de noviembre del cuarto año del mandato presidencial.  Los electores emiten sus votos el lunes siguiente al segundo miércoles en diciembre del mismo año. Después, el vicepresidente de los Estados Unidos, en calidad de presidente del Senado, abrirá y contará los votos emitidos en una sesión conjunta del Congreso.

### Cláusula 5: Requisitos para el cargo
Solo las personas que sean ciudadanos de nacimiento o que hayan sido ciudadanos de los Estados Unidos en el momento de adoptarse esta Constitución, serán elegibles para el cargo de presidente; tampoco será elegible una persona que no haya cumplido treinta y cinco años de edad y que no haya residido catorce años en los Estados Unidos.

Para que sean elegibles, el presidente y vicepresidente deben:
- ser ciudadanos de nacimiento (o ciudadanos  cuando fue adoptada la Constitución, incluyendo en esta cláusula a todos los que habían nacido antes de la independencia de los Estados Unidos , );
- tener, al menos, treinta y cinco de edad;
- haber vivido dentro del territorio de la República durante un mínimo de catorce años.

Además, la Vigesimosegunda Enmienda limita al presidente el número de mandatos a dos, por tanto nadie que haya sido elegido para el cargo de presidente dos veces puede presentarse de nuevo.

### Cláusula 6: Vacancia e incapacidad
En caso de destitución del presidente de su cargo, o si fallece, renuncia o queda incapacitado para cumplir con las facultades y los deberes de dicho cargo, éste será ocupado por el vicepresidente; y en caso de destitución, fallecimiento, renuncia o incapacidad tanto del presidente como del vicepresidente, el Congreso podrá determinar mediante una ley qué funcionario desempeñará entonces la Presidencia, la cual ejercerá hasta que la incapacidad cese o haya sido elegido un nuevo presidente.

La interpretación de este párrafo causó una gran controversia cuando hubo de aplicarse por primera vez. Cuando el noveno presidente William Henry Harrison murió en el cargo en abril de 1841, surgió un debate sobre si el vicepresidente debía ser nombrado presidente de iure o si heredaría los poderes, siendo únicamente presidente interino. El vicepresidente John Tyler era de la opinión de que tenía derecho a ser presidente. No obstante, muchos senadores tenían la tesis de que el vicepresidente solo tenía derecho de ser presidente interino hasta que hubiese nuevas elecciones. A causa de la vaga formulación, Tyler realizó el juramento del cargo y se convirtió en presidente, creando un precedente que continuó hasta que la Vigesimoquinta Enmienda reguló la sucesión. A causa de este precedente Millard Fillmore, Andrew Johnson, Chester Arthur, Theodore Roosevelt, Calvin Coolidge, Harry Truman y Lyndon Johnson accendieron a la presidencia.
La Vigesimoquinta Enmienda dice explícitamente que cuando la Presidencia quede vacante, el vicepresidente se convierte en presidente. En caso de que no haya un vicepresidente, la Enmienda permite que el presidente nombre, con la aprobación de ambas Cámaras (Cámara de Representantes y Senado), un nuevo vicepresidente. Además, la Enmienda estipula que, cuando el vicepresidente y la mayoría de los miembros del Gabinete declaran que el presidente no puede ejercer sus responsabilidades, el vicepresidente se convierte en presidente interino. La Enmienda permite al presidente reclamar su poder, excepto en el caso de que dos tercios de ambas Cámaras voten para mantener las conclusiones del vicepresidente y el Gabinete.
El Congreso ha invocado su poder para legislar en "el caso de cese, muerte, renuncia o incapacidad del presidente y vicepresidente" con la Ley de Sucesión Presidencial.

### Cláusula 7: Sueldo
El presidente recibirá una remuneración por sus servicios, en las fechas que se determinarán, la cual no podrá ser aumentada ni disminuida durante el período para el cual haya sido elegido y no podrá recibir durante ese tiempo ningún otro emolumento de parte de los Estados Unidos o de cualquiera de estos.

El sueldo del presidente (actualmente $400.000 al año) debe ser constante durante su mandato, no pudiendo recibir otra compensación del gobierno federal o estatal.

### Cláusula 8: Juramento o promesa
Antes de comenzar a desempeñar su cargo, el presidente prestará el siguiente juramento o promesa:
"Juro (o prometo) solemnemente que desempeñaré fielmente el cargo de presidente de los Estados Unidos y que guardaré, protegeré y defenderé la Constitución de los Estados Unidos, empleando en ello el máximo de mis facultades".

Tradicionalmente, el presidente (todavía electo) comienza el juramento (o promesa) diciendo su nombre: Yo, (nombre), juro solemnemente..., añadiendo también "que Dios me ayude" al terminar. Normalmente es el presidente de la Corte Suprema quien toma juramento.
El vicepresidente también tiene un juramento del cargo, pero no por mandato de la Constitución sino prescrito por una ley. Actualmente este juramento es similar al que pronuncia un miembro del Congreso al tomar posesión.

## Segunda Sección: Poderes presidenciales

### Cláusula 1: Mando del Ejército, opiniones de los miembros del Gabinete e indultos
El presidente será comandante en jefe del Ejército y de la Marina de los Estados Unidos, y de la milicia de los diversos Estados cuando se las llame al servicio activo de los Estados Unidos; podrá solicitar la opinión por escrito del funcionario principal de cada uno de los Departamentos administrativos con relación a cualquier asunto que se relacione con los deberes de sus respectivos empleos, y estará facultado para suspender la ejecución de las sentencias y para conceder indultos tratándose de delitos contra los Estados Unidos, excepto en los casos de asuntos de responsabilidad política.

El presidente, como comandante en jefe, posee el más alto grado en las Fuerzas Armadas. El Artículo I, sin embargo, estipula que corresponde al Congreso, no al presidente, declarar la guerra. A menudo, el presidente ha desplegado tropas con autorización del Congreso, pero sin una declaración formal de guerra.
Al estipular que el presidente puede solicitar la opinión por escrito del funcionario principal de cada uno de los Departamentos administrativos, la Constitución crea, implícitamente, un Gabinete que incluye a los funcionarios principales de varios Departamentos.
El presidente, además, puede conceder indultos, excepto en el caso de proceso político a altos cargos (impeachment).

### Cláusula 2: Tratados y nombramiento de altos funcionarios y jueces
El presidente puede ejecutar varias facultades con el consejo y consentimiento del Senado.

Tendrá facultad, con el consejo y consentimiento del Senado, para celebrar tratados, con tal de que den su aprobación dos tercios de los senadores presentes, y propondrá y nombrará, con el consejo y consentimiento del Senado, a los embajadores, a los demás ministros públicos y los cónsules, a los magistrados de la Corte Suprema y a todos los demás funcionarios de los Estados Unidos cuya designación no provea este documento en otra forma y que hayan sido establecidos por ley. Pero el Congreso podrá conferir la designación de los funcionarios inferiores que considere conveniente, por medio de una ley, al presidente únicamente, a los tribunales de Justicia o a los jefes de los Departamentos.

#### Tratados
El presidente puede ratificar tratados, siempre y cuando cuente con el respaldo de, al menos, dos tercios de los senadores.

#### Nombramientos
El presidente tiene potestad para nombrar a los jueces de la Corte Suprema de Justicia, embajadores, cónsules, ministros y demás altos funcionarios, siempre y cuando cuente con la aprobación del Senado. Pero este párrafo también estipula que el Congreso puede, mediante ley, determinar de qué manera pueden ser nombrados los funcionarios inferiores: por elección exclusiva del presidente, de los jefes de los Departamentos del Gobierno o por los tribunales de Justicia.

### Cláusula 3: Nombramientos durante el periodo de receso
El presidente tendrá el derecho de cubrir todas las vacantes que ocurran durante el receso del Senado, extendiendo nombramientos provisionales que terminarán al final del siguiente período de sesiones.

Durante el tiempo que el Senado no esté reunido, el presidente puede nombrar funcionarios, pero sus nombramientos provisionales terminan al final del siguiente período de sesiones de Senado, debiendo solicitar el refrendo de la Cámara.

## Tercera Sección: Responsabilidades presidenciales
Periódicamente deberá proporcionar al Congreso informes sobre el estado de la Unión, recomendando a su consideración las medidas que estime necesarias y oportunas; en ocasiones de carácter extraordinario podrá convocar a ambas Cámaras o a cualquiera de ellas, y en el supuesto de que discrepen en cuanto a la fecha en que deban entrar en receso, podrá suspender sus sesiones, fijándoles para que las reanuden la fecha que considere conveniente; recibirá a los embajadores y otros ministros públicos; cuidará de que las leyes se ejecuten puntualmente y extenderá los despachos de todos los funcionarios de los Estados Unidos.

### Cláusula 1: Estado de la Unión
El presidente está obligado a presentar, cada cierto tiempo (no determinado en la Constitución), un informe al Congreso sobre el estado de la Unión. Tradicionalmente, este reporte ha sido anual, en la forma del solemne Discurso del Estado de la Unión. Sin embargo, Thomas Jefferson, quien consideraba que el discurso era muy similar al discurso del trono británico, decidió enviar sus informes por escrito, para que fuesen leídos, en la sesión plenaria, por alguno de los secretarios del Congreso. Este sistema se mantuvo hasta que el presidente Woodrow Wilson decidió volver a la antigua forma, pronunciando los discursos él mismo, costumbre que se mantiene actualmente.

### Cláusula 2: Convocatoria de sesiones extraordinarias del Congreso y periodo de receso
El presidente puede convocar en una sesión extraordinaria a una o a ambas Cámaras del Congreso. Si ambas Cámaras no pueden ponerse de acuerdo en una fecha de comienzo del periodo de receso, el presidente puede suspender a las dos, fijándoles la fecha que considere oportuna para la reanudación de sesiones.

### Cláusula 3: Recibir embajadores
El presidente recibe a todos los embajadores extranjeros. Esta cláusula ha sido interpretada como que el presidente tiene facultades extensas en todos los asuntos de política exterior.

### Cláusula 4: Cuidar de que las leyes se ejecuten puntualmente
El presidente tiene que "cuidar de que las leyes se ejecuten puntualmente." Algunos presidentes han usado esta cláusula para incautar dinero que había sido asignado por el Congreso, destinándolo a otras partidas distintas a las aprobadas.

### Cláusula 5: Despachos de funcionarios
El presidente encarga todos los funcionarios de los Estados Unidos, incluyendo ellos del Ejército y Servicios Extranjeros.

### Privilegio ejecutivo
Algunos presidentes han sostenido la tesis de que tienen la facultad de ocultar información al Congreso, pero no hay una cláusula en la Constitución que lo justifique. Sin embargo, la Corte Suprema ha dictaminado que, efectivamente, los presidentes pueden ocultar información en determinados casos, sobre todo en asuntos de seguridad nacional.

## Cuarta Sección:Impeachment
El presidente, el vicepresidente y todos los funcionarios civiles de los Estados Unidos serán separados de sus puestos al ser acusados y declarados culpables de traición, cohecho u otros delitos y faltas graves.

El presidente, el vicepresidente, los secretarios del Gabinete y otros funcionarios administrativos del Gobierno, así como los jueces, pueden ser sometidos a un proceso de impeachment por la Cámara de Representantes y juzgados políticamente por el Senado.
Cualquier condenado en un proceso de impeachment es inmediatamente destituido de su cargo. El Senado también pueden optar por prohibir a cualquier funcionario destituido el acceso a un cargo federal en el futuro. No pueden ser castigados con otro tipo de penas, según el procedimiento del juicio político, pero el condenado sigue pudiendo ser juzgado y condenado en los tribunales por cargos civiles y criminales.